# دهستان جلگه (بهاباد)
دهستان جلگه نام دهستانی در بخش مرکزی شهرستان بهاباد، استان یزد در ایران است. براساس سرشماری مرکز آمار ایران در سال ۱۳۹۵، جمعیت آن ۴۱۶۰ نفر (در ۱۲۵۳ خانوار) بوده‌است.